# 崔光磊
崔光磊（1959年—），辽宁沈阳人，汉族，中华人民共和国政治人物、第十二届全国人民代表大会湖北地区代表。
毕业于大连理工大学工商管理专业。加入中国共产党。2013年，担任全国人大代表。